# Уланівський район
Ула́нівський райо́н — колишній район Вінницької і Бердичівської округ, Вінницької області.

## Історія
Утворений 7 березня 1923 року  у складі Вінницької округи Подільської губернії з центром в Уланові з частин Уланівської і Острожецької волостей.
17 червня 1925 року перейшов до складу Бердичівської округи (без селищ Семаки, Сербинівка і Білий Рукав).
- села Семаки і Сербинівка перечислені до складу Пиківського району.
- село Білий Рукав перечислене до складу Хмільницького району.
- до складу району ввійшли села Мазепинці[3], Мар'янівка, Сулківка, Скаржинці, Торчин, Митинці, Сальниця та Ігнатівка розформованого Терешпільського району.
- до складу району ввійшли села Кропивна, Клітенка, Погоріла[4], Ступник, Великий Острожок, Малий Острожок, Слобода-Кустовецька, Вишенька, Крижанівка, Кустівці і Рогинці розформованого Малокутищанського району.

Після ліквідації округ 15 вересня 1930 року райони передані в пряме підпорядкування УСРР.
27 лютого 1932 року увійшов до складу новоутвореної Вінницької області.
Ліквідований 30 грудня 1962 року з віднесенням території до Хмільницького району.